# جرمی کوهلبرگ
جرمی کوهلبرگ (انگلیسی: Jerome Kohlberg, Jr.) (زاده ۱۹۲۵ - درگذشته ۲۰۱۵) کارآفرین، سرمایه‌دار، اقتصاددان و مدیر ارشد اجرایی آمریکایی بود، که با مشارکت هنری کراویس و جورج رابرتس شرکت کوهلبرگ کراویس رابرتس تأسیس نمودند.